# Élesmes
Élesmes est une commune française située dans le département du Nord, en région Hauts-de-France.

## Géographie

### Situation
Élesmes est situé au nord de la Sambre, entre Maubeuge et la frontière franco-belge. Le village est coupé en deux par un ravin et le ruisseau d'Élesmes, qui vers l'aval s'appelle ruisseau de l'Hôpital, qui se déverse dans la Trouille sous-affluent de l'Escaut. Élesmes fait donc partie du bassin versant de l'Escaut bien que la commune soit proche de la Sambre.
Partiellement sur le territoire de la commune se trouve l'aérodrome de Maubeuge-Élesmes, localement connu sous le nom aérodrome de La Salmagne puisqu'il est situé près du hameau et de l'Ouvrage de La Salmagne sur le territoire de Vieux-Reng.

### Communes limitrophes
| Mairieux | Bersillies | Vieux-Reng |
| Mairieux | Élesmes    | Assevent   |
| Maubeuge | Assevent   | Boussois   |

### Hameaux et lieux-dits
- Le Moulin de l'Hôpital, avec le bâtiment de ce nom
- La fontaine Louis XIV, où selon la tradition Louis XIV se serait arrêté pour boire
- La Haute-Rue, la partie du village au sud du ruisseau d'Élesmes
- Le Courtil-Chapelle, souvenir où se trouvait autrefois une chapelle
- Le Vieux-Marché, lieu probable d'un marché médiéval
- Le Petit et le Grand Camp Perdu; Mansart; Le Metz; Les Marais.

### Hydrographie

#### Réseau hydrographique
La commune est située dans le bassin Artois-Picardie. Elle est drainée par le ruisseau de l'Hôpital, le ruisseau du Marais et un autre petit cours d'eau,.

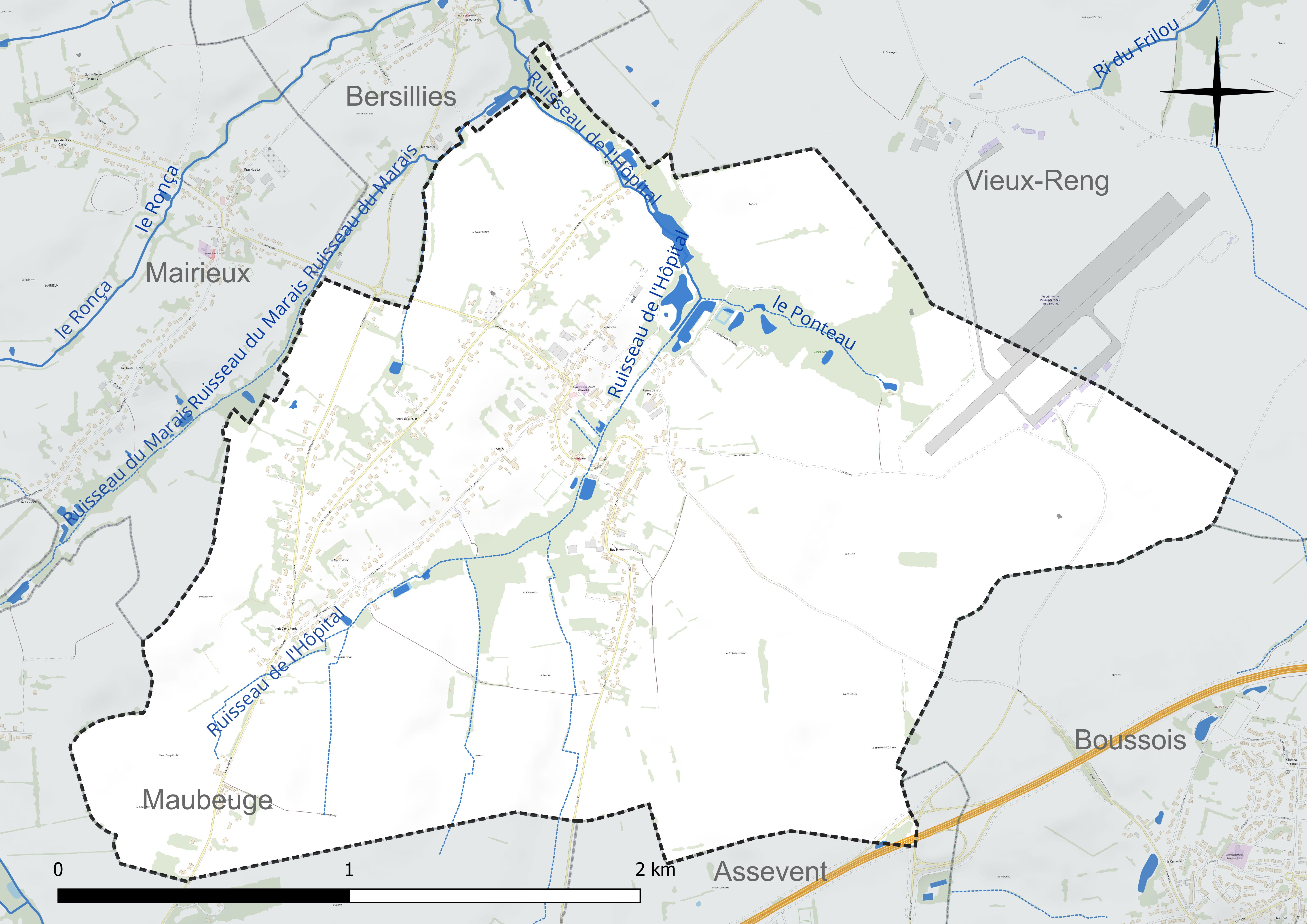
Réseau hydrographique d'Élesmes.

#### Gestion et qualité des eaux
Le territoire communal est couvert par le schéma d'aménagement et de gestion des eaux (SAGE) « Escaut ». Ce document de planification concerne un territoire de 2 005 km2 de superficie, délimité par le bassin versant de l'Escaut. Le périmètre a été arrêté le 9 juin 2006 et le SAGE proprement dit a été approuvé le 13 juillet 2021. La structure porteuse de l'élaboration et de la mise en œuvre est le syndicat mixte Escaut et Affluents (SyMEA). 
La qualité des cours d'eau peut être consultée sur un site dédié géré par les agences de l'eau et l'Agence française pour la biodiversité. 

### Climat
Pour des articles plus généraux, voir Climat des Hauts-de-France et Climat du Nord.
En 2010, le climat de la commune est de type climat des marges montargnardes, selon une étude du CNRS s'appuyant sur une série de données couvrant la période 1971-2000. En 2020, Météo-France publie une typologie des climats de la France métropolitaine dans laquelle la commune est exposée à un climat océanique altéré et est dans la région climatique  Nord-est du bassin Parisien, caractérisée par un ensoleillement médiocre, une pluviométrie moyenne régulièrement répartie au cours de l'année et un hiver froid (3 °C). 
Pour la période 1971-2000, la température annuelle moyenne est de 9,9 °C, avec une amplitude thermique annuelle de 15,3 °C. Le cumul annuel moyen de précipitations est de 867 mm, avec 12,5 jours de précipitations en janvier et 9,7 jours en juillet. Pour la période 1991-2020, la température moyenne annuelle observée sur la station météorologique la plus proche, située sur la commune de Saint-Hilaire-sur-Helpe à 21 km à vol d'oiseau, est de 10,5 °C et le cumul annuel moyen de précipitations est de 802,4 mm,. Pour l'avenir, les paramètres climatiques de la commune estimés pour 2050 selon différents scénarios d'émission de gaz à effet de serre sont consultables sur un site dédié publié par Météo-France en novembre 2022.

## Urbanisme

### Typologie
Au 1er janvier 2024, Élesmes est catégorisée commune rurale à habitat dispersé, selon la nouvelle grille communale de densité à sept niveaux définie par l'Insee en 2022.
Elle est située hors unité urbaine. Par ailleurs la commune fait partie de l'aire d'attraction de Maubeuge (partie française), dont elle est une commune de la couronne,. Cette aire, qui regroupe 65 communes, est catégorisée dans les aires de 50 000 à moins de 200 000 habitants,.

### Occupation des sols
L'occupation des sols de la commune, telle qu'elle ressort de la base de données européenne d'occupation biophysique des sols Corine Land Cover (CLC), est marquée par l'importance des territoires agricoles (84,2 % en 2018), en diminution par rapport à 1990 (85,2 %). La répartition détaillée en 2018 est la suivante : 
terres arables (38,7 %), prairies (37,8 %), zones urbanisées (8,2 %), zones agricoles hétérogènes (7,7 %), forêts (4,1 %), espaces verts artificialisés, non agricoles (3,4 %). L'évolution de l'occupation des sols de la commune et de ses infrastructures peut être observée sur les différentes représentations cartographiques du territoire : la carte de Cassini (XVIIIe siècle), la carte d'état-major (1820-1866) et les cartes ou photos aériennes de l'IGN pour la période actuelle (1950 à aujourd'hui).

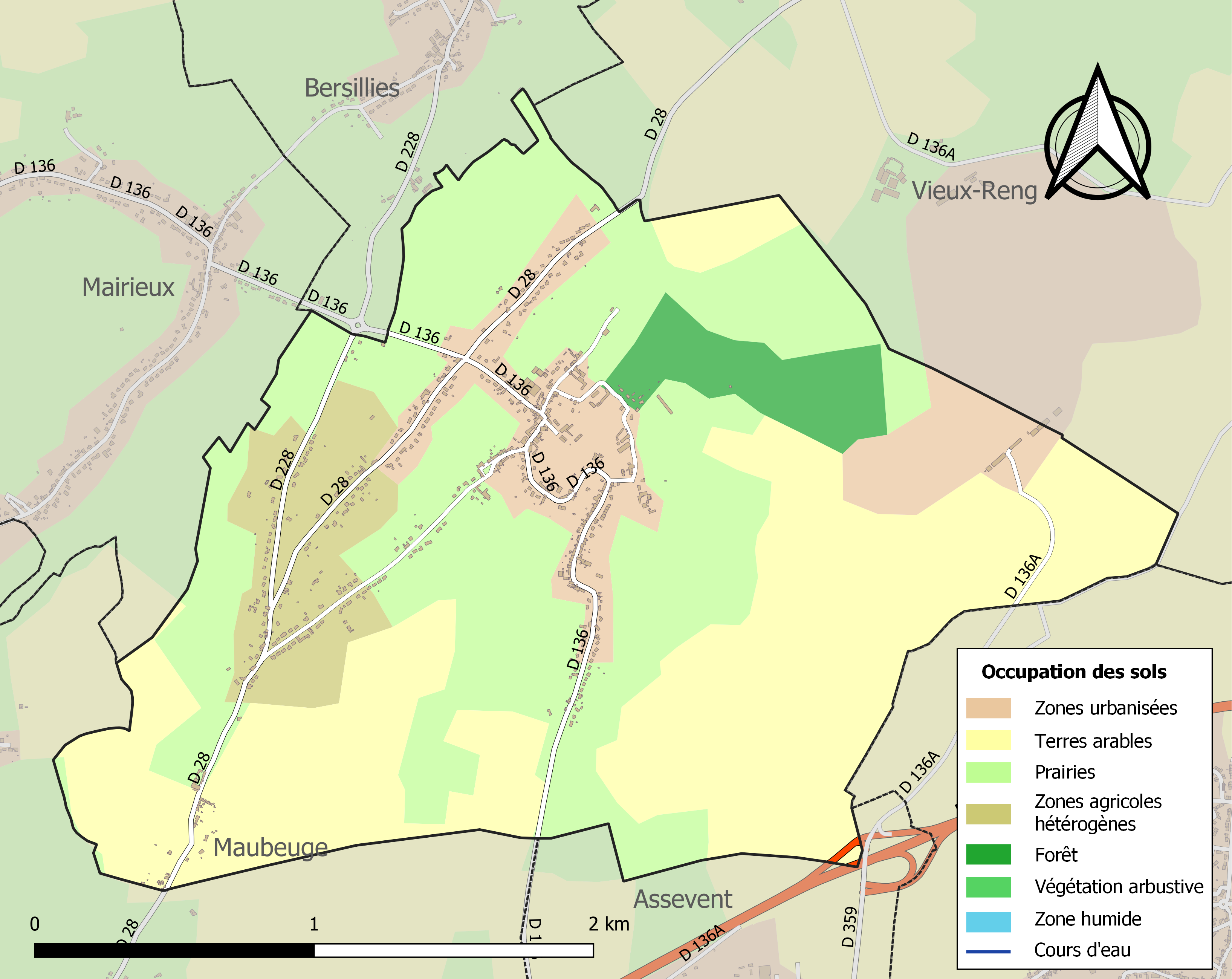
Carte des infrastructures et de l'occupation des sols de la commune en 2018 (CLC).

### Voies de communication et transports
La commune est desservie, en 2024, par le service de transport à la demande du réseau Stibus.

## Histoire
On ne connaît pas la signification du nom d'Élesmes, anciennes formes Ellenies, Eslemmies, Hélemmes, et plus récemment aussi Ellesmes. Le village est riche en découvertes archéologiques, allant de monnaies romaines à des restes de bâtiments plus récents. Selon ces trouvailles, Élesmes a été un village assez important, qui possédait déjà au XIIe siècle une cure et probablement un marché. Mais le village a décliné à la suite des ravages causés en 1185 par les troupes du comte du Brabant et de l'archevêque de Cologne, guerroyant avec le comte du Hainaut.
Pendant la période féodale, deux seigneuries existaient à Élesmes. L'une était pendant longtemps un arrière-fief de Quiévrain, puis passa à la maison de Chimay et de là par mariage au Philippe de Croï, comte de Beaumont. Devenu fief mouvant de Beaumont, ce fief était vendu en 1691 au chapitre de Maubeuge.

La seconde seigneurie d'Élesmes passa de famille en famille pour venir au XVe siècle en possession de la famille de Glarges. François de Glarges était pendant les guerres de religion un des rares adeptes de la nouvelle religion. Il va être persécuté, emprisonné, condamné à mort et exécuté en 1573 pour sa foi, mais aussi par convoitise, puisque le comte de Sainte-Aldegonde, grand bailli du Hainaut, achète en sous-main les terres confisquées pour une somme minime. Peu après, en 1586, un nouveau château, modeste manoir, est construit sur l'emplacement du vieux château. Au début du XVIIe siècle, la seigneurie passe dans la famille de Martigny, puis par mariage dans celle de Lewaitte et dans celle des comtes de Gommegnies.
En plus des seigneurs, l'Abbaye de Bonne-Espérance et celle de Hautmont avaient des terres à Élesmes dont elles tiraient des revenus. L'abbaye de Hautmont avait aussi la collation de la cure d'Élesmes.
Déjà au XIIIe siècle, un asile charitable avait été fondé avec droit de revenus de quelques lopins de terre. Cet hôpital a été mis en annexe d'un moulin, nommé Moulin de l'hôpital. 
Après la Révolution, vers 1850, Élesmes, avec presque 500 habitants, comptait une centaine d'indigènes à la charge du bureau de bienfaisance, géré par les échevins et le pasteur, grâce à la jouissance de ces terres et de ce moulin de l'hôpital. Par la suite, les revenus de ce moulin ont été utilisés pour la subvention du pasteur. Le moulin existe toujours, mais sa roue a disparu.
Au début de la guerre 1914-1918, Élesmes était pendant le siège de Maubeuge un des derniers avant-postes au nord de la Sambre et le bataillon qui y était stationné a su tenir du 1er au 6 septembre sous un bombardement intensif qui a fait d'Élesmes un village en ruines: l'église et le presbytère, la mairie et les écoles, et bon nombre d'habitations étaient touchés. Pour ceci, Élesmes a reçu par décret du 22 décembre 1920 la Croix de guerre 1914-1918. Une centaine de morts, villageois et soldats français et allemands, avaient été enterrés provisoirement là où ils étaient morts. En 1916, ces corps ont été transférés d'Élesmes au cimetière militaire d'Assevent qui venait d'être créé.

## Politique et administration

### Liste des maires
Maire en 1802-1803 : Charles Gobert, maire en 1806.
Maire en 1807-1808 : Gillot'.
Maire en 1881 : Brassart.
| Période                                  | Période  | Identité        | Étiquette | Qualité |
| ---------------------------------------- | -------- | --------------- | --------- | ------- |
| mars 2001                                | 2008     | Roger Bienfait  |           |         |
| mars 2008                                | 2020     | Jean-Paul Raout | DVG       |         |
| mai 2020                                 | En cours | Éric Feddi      |           |         |
| Les données manquantes sont à compléter. |          |                 |           |         |

## Population et société

### Démographie

#### Évolution démographique
L'évolution du nombre d'habitants est connue à travers les recensements de la population effectués dans la commune depuis 1793. Pour les communes de moins de 10 000 habitants, une enquête de recensement portant sur toute la population est réalisée tous les cinq ans, les populations de référence des années intermédiaires étant quant à elles estimées par interpolation ou extrapolation. Pour la commune, le premier recensement exhaustif entrant dans le cadre du nouveau dispositif a été réalisé en 2008.

En 2022, la commune comptait 1 002 habitants, en évolution de +1,93 % par rapport à 2016 (Nord : +0,51 %, France hors Mayotte : +2,11 %).
| 1793 | 1800 | 1806 | 1821 | 1831 | 1836 | 1841 | 1846 | 1851 |
| ---- | ---- | ---- | ---- | ---- | ---- | ---- | ---- | ---- |
| 372  | 337  | 412  | 425  | 453  | 464  | 443  | 489  | 527  |

| 1856 | 1861 | 1866 | 1872 | 1876 | 1881 | 1886 | 1891 | 1896 |
| ---- | ---- | ---- | ---- | ---- | ---- | ---- | ---- | ---- |
| 509  | 513  | 528  | 550  | 504  | 493  | 495  | 458  | 468  |

| 1901 | 1906 | 1911 | 1921 | 1926 | 1931 | 1936 | 1946 | 1954 |
| ---- | ---- | ---- | ---- | ---- | ---- | ---- | ---- | ---- |
| 515  | 531  | 544  | 411  | 459  | 490  | 534  | 493  | 530  |

| 1962 | 1968 | 1975 | 1982 | 1990 | 1999 | 2006 | 2008 | 2013 |
| ---- | ---- | ---- | ---- | ---- | ---- | ---- | ---- | ---- |
| 583  | 631  | 699  | 796  | 855  | 852  | 873  | 879  | 961  |

| 2018 | 2022  | - | - | - | - | - | - | - |
| ---- | ----- | - | - | - | - | - | - | - |
| 976  | 1 002 | - | - | - | - | - | - | - |

#### Pyramide des âges
En 2018, le taux de personnes d'un âge inférieur à 30 ans s'élève à 29,6 %, soit en dessous de la moyenne départementale (39,5 %). À l'inverse, le taux de personnes d'âge supérieur à 60 ans est de 30,5 % la même année, alors qu'il est de 22,5 % au niveau départemental.
En 2018, la commune comptait 491 hommes pour 485 femmes, soit un taux de 50,31 % d'hommes, largement supérieur au taux départemental (48,23 %).
Les pyramides des âges de la commune et du département s'établissent comme suit.
| Hommes | Classe d’âge | Femmes |
| ------ | ------------ | ------ |
| 0,4    | 90 ou +      | 1,4    |
| 6,5    | 75-89 ans    | 7,0    |
| 22,6   | 60-74 ans    | 23,1   |
| 21,8   | 45-59 ans    | 21,4   |
| 18,1   | 30-44 ans    | 18,4   |
| 12,0   | 15-29 ans    | 13,2   |
| 18,5   | 0-14 ans     | 15,5   |

| Hommes | Classe d’âge | Femmes |
| ------ | ------------ | ------ |
| 0,5    | 90 ou +      | 1,4    |
| 5,3    | 75-89 ans    | 8,1    |
| 14,8   | 60-74 ans    | 16,2   |
| 19,1   | 45-59 ans    | 18,4   |
| 19,5   | 30-44 ans    | 18,7   |
| 20,7   | 15-29 ans    | 19,1   |
| 20,2   | 0-14 ans     | 18     |

## Culture et patrimoine

### Lieux et monuments
- Église Saint-Martin du XVIe siècle, bâtie vers 1614. En août 1914, l'église fut incendiée par les troupes allemandes et sa reconstruction a eu lieu en 1923.
- Chapelle Notre-Dame des Anges ; chapelle Notre-Dame d'Heureux Trépas ; chapelle Saint-Druon ; oratoire Saint-Hubert ; oratoire Rue-Haute.
- Aérodrome de La Salmagne du début du XXe siècle.
- Blockhaus double construit en 1936, un élément de la ligne Maginot, protégeant les arrières de l'ouvrage de La Salmagne.

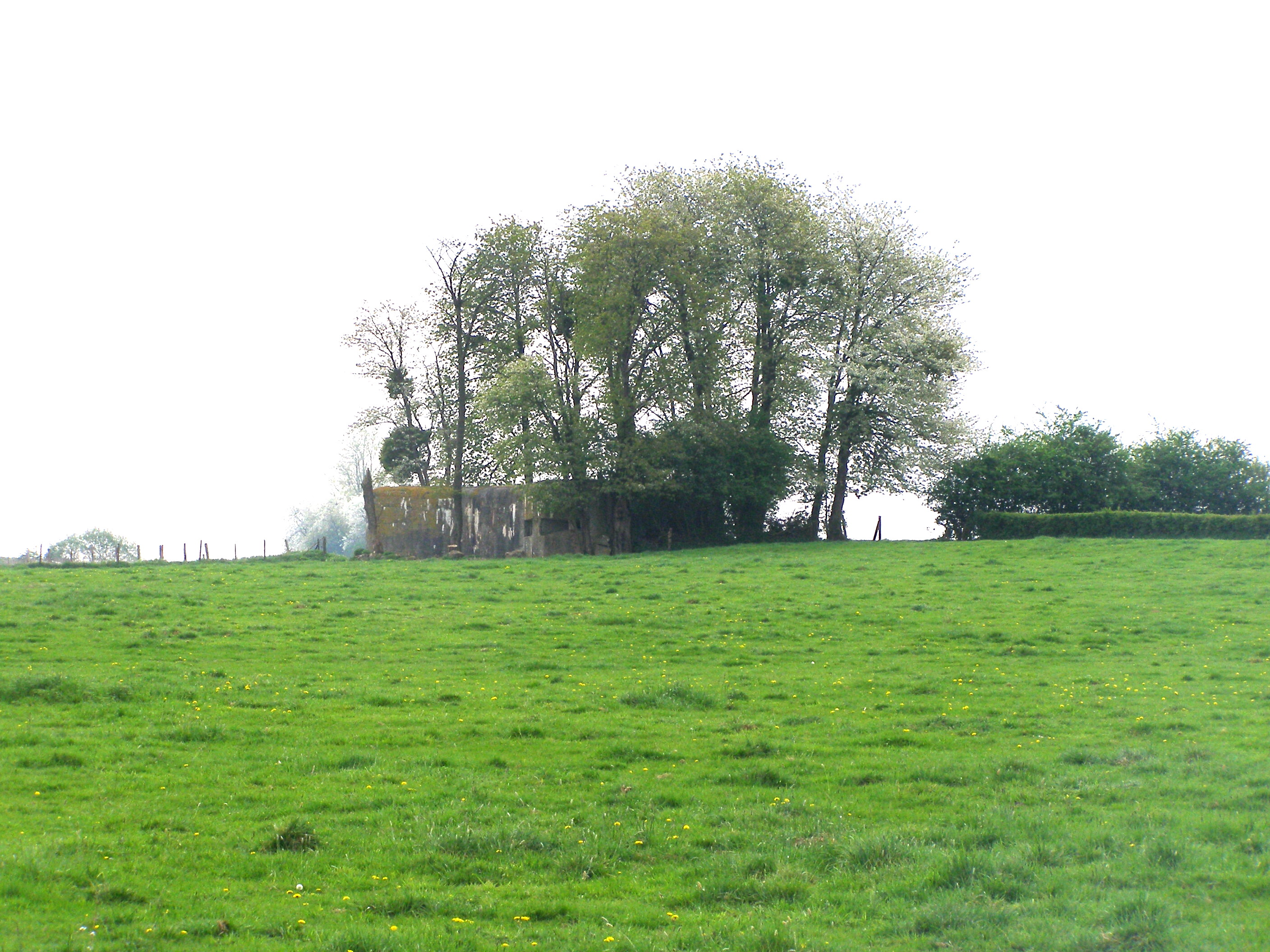
Blockhaus de 1936 (ligne Maginot).
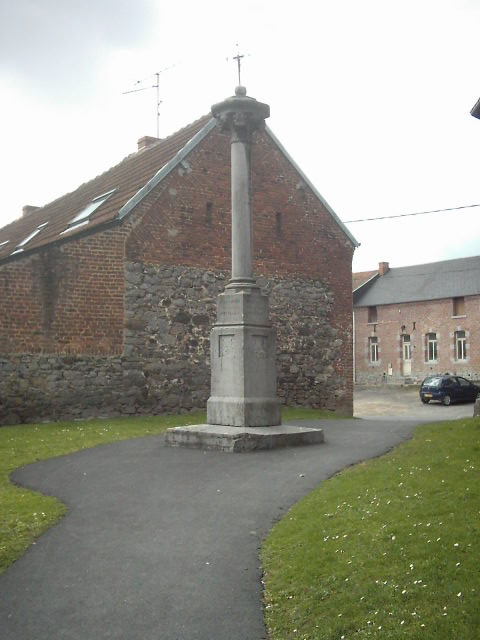
Monument près de l'église.
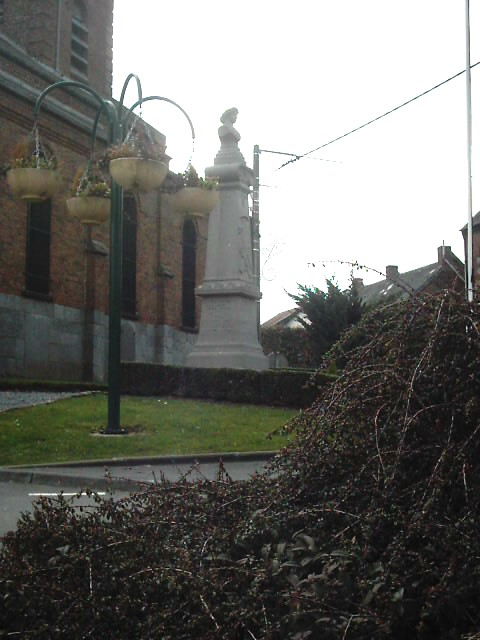
Monument aux morts.

### Héraldique
| Armes d'Élesmes | Les armes de la commune d'Élesmes se blasonnent ainsi : D'argent à la bande d'azur. |

## Pour approfondir